# Deklaracja z Korfu

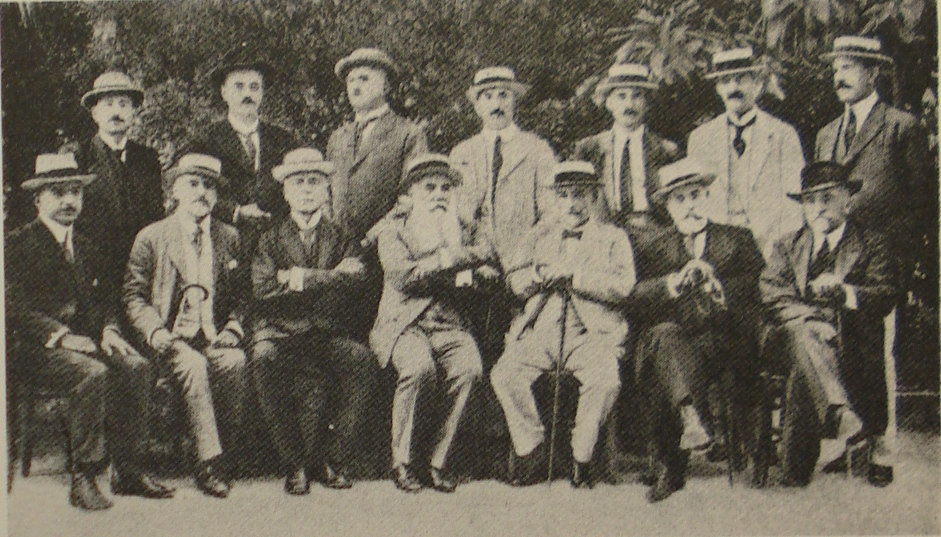
Sygnatariusze Deklaracji z Korfu. Od lewej stoją: Bogumil Vošnjak, Dinko Trinajstić, Franko Potočnjak, Momčilo Ninčić, Vojislav Marinković, Marko Đuričić, Milorad Drašković. Od lewej siedzą: Dušan Vasiljević, Hinko Hinković, Ante Trumbić, Nikola Pašić, Andra Nikolić, Stojan Protić, Ljubomir Davidović.

Deklaracja z Korfu – ugoda zapowiadająca utworzenie Królestwa Serbów, Chorwatów i Słoweńców, podpisana 20 lipca 1917 roku na wyspie Korfu przez Komitet Jugosłowiański tworzony przez polityków reprezentujących Słoweńców, Chorwatów i Serbów z Austro-Węgier i reprezentantów Serbii, Wielkiej Brytanii i Francji.
Deklarację określono jako "pierwszy krok w kierunku nowego jugosłowiańskiego państwa" mającego być monarchią konstytucyjną Karadziordziewiciów.
Ostatecznie Królestwo Serbów, Chorwatów i Słoweńców utworzono 1 grudnia 1918 roku. 